# Swartzia lamellata
Swartzia lamellata är en ärtväxtart som beskrevs av Adolpho Ducke. Swartzia lamellata ingår i släktet Swartzia och familjen ärtväxter.

## Underarter
Arten delas in i följande underarter:
- S. l. kaieteurensis
- S. l. lamellata